# Горки (Опочецький район)
Горки (рос. Горки) — присілок в Опочецькому районі Псковської області Російської Федерації.
Населення становить 14 осіб. Входить до складу муніципального утворення Варигинська волость.

## Історія
Від 2015 року входить до складу муніципального утворення Варигинська волость.

## Населення
| 2001 | 2002 | 2010 | 2014 | 2015 | 2016 |
| ---- | ---- | ---- | ---- | ---- | ---- |
| 12   | ↘7   | ↗9   | ↗13  | ↗14  | →14  |